# باقرآباد (کرمان)
باقرآباد، روستایی است از توابع بخش چترود شهرستان کرمان در استان کرمان ایران.

## جمعیت
این روستا در دهستان کویرات قرار داشته و براساس آخرین سرشماری مرکز آمار ایران که در سال ۱۳۸۵ صورت گرفته، جمعیت آن۶۶۸
نفر (۱۲۳خانوار) بوده‌است.<ref>درگاه ملی آمار ایران</ref